# Panspermie

Cum ajunge viaţa pe alte planete

Panspermia (greacă πανσπερμία de la πᾶς / πᾶν (pas/ pan) "toate" și σπέρμα (sperma) "semințe") este o ipoteză conform căreia viața care există în Univers se răspândește prin intermediul meteoriților, asteroizilor și al planetoizilor. Panspermia afirmă ca semințe de viață există peste tot în Univers și că viața pe Pământ (sau în altă parte) a început atunci când aceste semințe au ajuns aici, posibil aduse de un mic corp ceresc. Similar se fac cercetări dacă și viața de pe Pământ se poate răspândi mai departe în Univers prin aceiași metodă.